# Allodia elevata
Allodia elevata är en tvåvingeart som beskrevs av Zaitzev 1983. Allodia elevata ingår i släktet Allodia och familjen svampmyggor. Inga underarter finns listade i Catalogue of Life.